# Серангун
Серангун (малайск. Sungei Serangoon; кит. упр. 实龙岗河) — река в Северо-Восточном регионе Сингапура.
8-километровая река начинается каналом возле Тампинс Роуд, следует через Хуганг, где возле Сенгканга к нему присоединяется приток Сангей Пинанг. Далее река течёт в направлении Лоронга-Халуса, где к ней присоединяется Сангей Блукар, после чего поток впадает в гавань Серангун.

## Экология
Несмотря на то, что некоторые части реки возле Хуганга и Лоронга-Халуса были убраны в каналы, дикая природа реки остаётся относительно неизменной. Такие птицы как цапли, крачки, зимородки всё ещё обитают в акватории. Область около Лоронга-Халуса считается одной из лучших мест для наблюдения за птицами в Сингапуре.

## Дальнейшее развитие
В устье Серангуна планируется построить дамбу для формирования водохранилища.